# Дурандін Михайло Анатолійович

## Дура́ндін Миха́йло Анато́лійович
Дура́ндін Миха́йло Анато́лійович (9 жовтня 1982, Кривий Ріг, Українська РСР — 24 жовтня 2023, поблизу с. Новопрокопівка, Запорізька область) — український військовослужбовець, солдат 46-ї окремої десантно-штурмової бригади Збройних сил України, учасник російсько-української війни. Герой, що загинув під час виконання бойового завдання.

## Біографія
Народився 9 жовтня 1982 року в місті Кривий Ріг, Дніпропетровська область.
Мав ступінь магістра зі спеціальності «Збагачення корисних копалин» Криворізького національного університету. Працював майстром на шахті підприємства «АрселорМіттал Кривий Ріг».
Мріяв про мирне життя в родинному колі, прагнув виховати свого сина Михайла щасливою і сильною людиною, бути підтримкою для дружини Оксани.
З початком повномасштабного вторгнення росії до України став до лав Збройних сил України. Служив солдатом 46-ї окремої десантно-штурмової бригади, мав позивний «Миха».
Загинув 24 жовтня 2023 року під час виконання бойового завдання в районі села Новопрокопівка Запорізької області внаслідок мінометного обстрілу з боку російських окупантів.

## Вшанування пам’яті
- Похований на Центральному кладовищі Кривого Рогу, у Секторі почесних поховань.
- Нагороджений:
  - орденом «За мужність» III ступеня (посмертно) — указ Президента України від 22 грудня 2023 року № 847[1];
  - нагрудним знаком «За заслуги перед містом» III ступеня (посмертно).